# Chelidonura
Chelidonura é um género de gastrópode da família Aglajidae.
Este género contém as seguintes espécies:
- Chelidonura africana
- Chelidonura alisonae
- Chelidonura amoena
- Chelidonura berolina
- Chelidonura castanea
- Chelidonura cubana
- Chelidonura electra
- Chelidonura flavolobata
- Chelidonura fulvipunctata
- Chelidonura hirundinina
- Chelidonura inornata
- Chelidonura juancarlosi
- Chelidonura larramendii
- Chelidonura leopoldoi
- Chelidonura livida
- Chelidonura mandroroa
- Chelidonura mariagordae
- Chelidonura orchidaea
- Chelidonura pallida
- Chelidonura philinopsis
- Chelidonura punctata
- Chelidonura sabadiega
- Chelidonura sabina
- Chelidonura sandrana
- Chelidonura tsurugensis
- Chelidonura varians
- Chelidonura velutina